# Siphiwe Tshabalala
Siphiwe Tshabalala (Soweto, 25 de setembro de 1984) é um ex-futebolista sul-africano.

## Carreira
Tshabalala jogava nas categorias de base do Kaizer Chiefs, mas só chegou ao time principal após empréstimos aos Alexandra United e Free State Stars. Antes da temporada de 2007–08 o Chiefs trouxe de volta seu jogador e Tshabalala foi usado como ala-esquerdo titular. Durante a pré-temporada de 2008–09, o técnico Muhsin Ertugral começou a usar o meia canhoto como meio-campista central. Tshabalala é conhecido por sua velocidade, precisão nos passes e cruzamentos, bom faro de gol e dribles rápidos que fazem dele um atacante muito habilidoso e técnico, que atua tanto aberto pelas pontas, quanto isolado no meio de campo, mais ofensivamente.

## Carreira Internacional
Tshabalala estreou na seleção sul-africana em um jogo contra o Egito em 14 de janeiro de 2006. No mesmo ano integrou os convocados para a Campeonato Africano das Nações de 2006. Também esteve na mesma competição em  2008 e na Copa das Confederações de 2009.
Integrou o elenco da Seleção Sul-Africana de Futebol que disputou a Copa do Mundo FIFA 2010. Foi o primeiro jogador a marcar com a Jabulani , marcado no empate por 1x1 com a  México. Na ocasião foi escolhido o melhor jogador da partida.